# Flughafen Linz
Flughafen Linz (IATA: LNZ, ICAO: LOWL) ook bekend als Blue Danube Airport, is een luchthaven vlak bij Linz, Oostenrijk. Ze ligt op het grondgebied van de gemeente Hörsching. Ze werd officieel geopend in 1955, maar er bestond reeds sinds 1938 een vliegveld ter plaatse.
Het is eigenlijk een militair vliegveld van het Oostenrijkse Bundesheer, dat ook door de burgerluchtvaart mag gebruikt worden. Het militaire deel ligt ten zuiden van de startbaan, het civiele deel ten noorden ervan. De uitbater is Flughafen Linz GesmbH, waarin het land Opper-Oostenrijk en de stad Linz elk voor 50% participeren. De militaire basis draagt de naam Fliegerhorst Vogler. Het Kommando Luftunterstützung (voorheen Fliegerregiment 3) met o.m. enkele C-130 Hercules transportvliegtuigen is er gestationeerd.
Luchthaven Linz is na luchthaven Wenen de tweede belangrijkste Oostenrijkse luchthaven voor vrachtvervoer.

## Geschiedenis
Het luchtverkeer vond plaats op de Südbahnhofmarkt in het centrum van Linz, waar de zeppelin Estaric I op 30 oktober 1909 vertrok. In 1925 werd luchtverkeer tussen Linz en Wenen tot stand gebracht. Vanaf 1934 was de luchtverkeersleiding gevestigd in het district Linz-Katzenau (tegenwoordig het industriële centrum), dat later werd beëindigd door de NSDAP na 1938. De luchthaven werd vervolgens verplaatst naar Hörsching. Sinds 1956 vindt geregeld passagiersluchtverkeer plaats. Sinds 1966 zijn dagelijkse vluchtverbindingen naar de luchthaven van Frankfurt beschikbaar.
In 1972 werd een passagiersterminal gebouwd en officieel geopend in 1976. Sinds 1985 is de vliegbaan uitgerust met een instrumentlandingssysteem, categorie IIIb. In de jaren 1998 tot 2003 werd de passagiersterminal aangepast en uitgebreid. In 2005 werd op landingsbaan 08/26 een nieuw instrumentlandingssysteem (ILS) in gebruik genomen.

## Vervoer naar het vliegveld

### Auto
De luchthaven is te bereiken via de B139 (die verbinding biedt met de snelweg A1 Wenen - Duitsland) en B1. Taxi's en autoverhuur zijn beschikbaar op de luchthaven. Er zijn drie parkeerterreinen met een kort verblijf en schema's, die plaats bieden aan 1.050 auto's. Daarnaast zijn er twee grote parkeergarages met 2.300 parkeerplaatsen aan de zijkant van de terminal. Passagiers kunnen gebruikmaken van een Shuttle bus die hen naar de vertrekhal brengt.

### Bus & trein
Buslijn 601 verbindt de luchthaven binnen 20 minuten met het centrum van Linz. Er is een extra gratis Shuttle bus voor reizigers vanaf het treinstation Hörsching, die zelf vanaf het centraal station van Linz te bereiken is

## Bestemmingen en luchtvaartmaatschappijen
| Luchtvaartmaatschappij | Bestemmingen                                                                        |
| ---------------------- | ----------------------------------------------------------------------------------- |
| Air Cairo              | Charter: Hurghada, Marsa Alam                                                       |
| Austrian Airlines      | Düsseldorf Charter: Chania, Heringsdorf, Karpathos, Kos, Larnaca, Rhodos, Zakynthos |
| Bulgarian Air Charter  | Charter: Burgas                                                                     |
| Corendon Airlines      | Seizoensgebonden: Antalya, Heraklion                                                |
| Czech Airlines         | Charter: Brač                                                                       |
| Eurowings              | Seizoensgebonden: Corfu, Palma de Mallorca                                          |
| FlyEgypt               | Charter: Hurghada                                                                   |
| Germania               | Seizoensgebonden: Rostock                                                           |
| Laudamotion            | Seizoensgebonden: Palma de Mallorca                                                 |
| Lufthansa              | Frankfurt                                                                           |
| Ryanair                | Seizoensgebonden: Londen-Stansted                                                   |
| SunExpress             | Charter: Antalya                                                                    |

## Trafiek
Cijfers voor 2011:
- Aantal vliegbewegingen: 10.671
- Aantal passagiers: 679.220
- Vracht: 47.341 ton